# Paul J. J. Welfens
Paul J. J. Welfens (* 29. Januar 1957 in Düren; † 11. November 2022 in Neuss) war ein deutscher Volkswirt. Von 2003 bis 2022 war er Professor für Volkswirtschaftslehre, insbesondere Makroökonomische Theorie und Politik an der Universität Wuppertal.

## Leben
Welfens studierte Wirtschaftswissenschaften in Wuppertal und Duisburg mit Auslandsaufenthalten an der UC Berkeley und der Universität Paris-Dauphine. An der Universität-Gesamthochschule Duisburg wurde er 1985 promoviert; 1989 folgte die Habilitation. Nach einem Forschungsaufenthalt an der Johns Hopkins University und einer Professor in Münster war Welfens von 1995 bis 2003 Inhaber des Lehrstuhls für Wirtschaftspolitik mit dem Schwerpunkt Internationale Wirtschaftsbeziehungen an der Universität Potsdam. Ab 2003 war Welfens Inhaber des Lehrstuhls für Volkswirtschaftslehre, insbesondere Makroökonomische Theorie und Politik an der Bergischen Universität Wuppertal.
Welfens war ab 1995 Gründer und Präsident des Europäischen Instituts für Internationale Wirtschaftsbeziehungen (EIIW) sowie ab 1997 Jean-Monnet-Professor für Europäische Integration. 2007 nahm er eine Gastprofessur am Institut d’études politiques de Paris (Sciences Po) an. Im selben Jahr erhielt er als erster Deutscher die Silbermedaille der Internationalen Kondratieff-Stiftung.

## Monographien
- Theorie und Praxis angebotsorientierter Stabilitätspolitik (= Dissertation), Nomos, Baden-Baden 1985.
- Internationalisierung von Wirtschaft und Wirtschaftspolitik (= Habilitationsschrift), Springer, Heidelberg 1990, ISBN 978-3-540-52511-0.
- Market-oriented Systemic Transformations in Eastern Europe. Problems, Theoretical Issues, and Policy Options, Springer, Heidelberg 1992, ISBN 978-3-540-55793-7.
- mit Piotr Jasinski: Privatization and foreign direct investment in transforming economies
- mit Cornelius Graack: Telekommunikationswirtschaft. Deregulierung, Privatisierung und Internationalisierung, Springer, Berlin/Heidelberg 1996, ISBN 3-540-60690-4.
- mit David B. Audretsch, John T. Addison, Hariolf Grupp: Technological Competition, Employment and Innovation Policies in OECD Countries, Springer, Berlin/Heidelberg 1998, ISBN 978-3-540-63439-3.
- Globalization of the Economy, Unemployment and Innovation. Structural Change, Schumpetrian Adjustment, and New Policy Challenges, Springer, Berlin/Heidelberg 1999, ISBN 978-3-540-65250-2.
- mit John T. Addison, David B. Audretsch, Thomas Gries, Hariolf Grupp: Globalization, Economic Growth and Innovation Dynamics, Springer, Berlin/Heidelberg 1999, ISBN 978-3-540-65858-0.
- Stabilizing and Integrating the Balkans. Economic Analysis of the Stability Pact, EU Reforms and International Organizations, Springer, Berlin/Heidelberg 2001, ISBN 978-3-540-41775-0.
- Interneteconomics.net. Macroeconomics, Deregulation, and Innovation, Springer, Berlin/Heidelberg 2002, ISBN 978-3-540-43337-8.
- Digital Integration, Growth and Rational Regulation, Springer, Berlin/Heidelberg 2008, ISBN 978-3-540-74594-5.
- Innovations in Macroeconomics, 3. Aufl., Springer, Berlin/Heidelberg 2011, ISBN 978-3-642-11907-1.
- mit Peter Hennicke: Energiewende nach Fukushima. Deutscher Sonderweg oder weltweites Vorbild?, oekom Verlag, München 2012, ISBN 978-3-86581-318-3.
- Social Security and Economic Globalization, Springer 2013, ISBN 978-3-642-40879-3.
- mit Jens K. Perret, Tony Irawan, Evgeniya Yushkova: Towards Global Sustainability. Issues, New Indicators and Economic Policy, Springer 2016, ISBN 978-3-319-18665-8.
- Macro Innovation Dynamics and the Golden Age. New Insights into Schumpeterian Dynamics, Inequality and Economic Growth, Springer 2017, ISBN 978-3-319-50366-0
- BREXIT aus Versehen. Europäische Union zwischen Desintegration und neuer EU, 2. Aufl., Springer, Wiesbaden 2018, ISBN 978-3-658-21457-9 (englisch: An Accidental Brexit. New EU and Transatlantic Economic Perspectives).
- Grundlagen der Wirtschaftspolitik. Institutionen – Makroökonomik – Politikkonzepte, 6. Aufl., Springer Gabler, Wiesbaden 2019, ISBN 978-3-662-49715-9.
- mit  Jens K. Perret: Arbeitsbuch Makroökonomik und Wirtschaftspolitik. Grundlagen – Aufgaben – Lösungen, 2. Aufl., Springer, Wiesbaden 2019, ISBN 978-3-662-58183-4.
- Klimaschutzpolitik – Das Ende der Komfortzone. Neue wirtschaftliche und internationale Perspektiven zur Klimadebatte, Springer, Wiesbaden 2019, ISBN 978-3-658-27883-0.
- Trump global. Struktureller US-Populismus und Wirtschaftskonflikte mit Europa und Asien, Springer, Wiesbaden 2020, ISBN 978-3-658-30157-6 (englisch: The Global Trump. Structural US Populism and Economic Conflicts with Europe and Asia).
- Corona-Weltrezession. Epidemiedruck und globale Erneuerungs-Perspektiven, Springer, Wiesbaden 2020, ISBN 978-3-658-31385-2.
- Russlands Angriff auf die Ukraine. Ökonomische Schocks, Energie-Embargo, Neue Weltordnung, Springer, Wiesbaden 2022, ISBN 978-3-658-38854-6 (englisch: Russia's Invasion of Ukraine. Economic Challenges, Embargo Issues and a New Global Economic Order).